# Faut rigoler
Singles de Henri Salvador
Verte campagne
(1960) Le cid rock
(1961)
Faut rigoler est une chanson d'Henri Salvador écrite par Boris Vian et composée par Salvador en 1958. Le titre sort en single en juin 1960 puis est republié en janvier 1961,,.
Un scopitone (film en 16 mm) de ce titre a été enregistré en 1962, dans lequel on voit apparaître Darling,  Théo et Gésip Légitimus dans l'ambiance festive d'un village presque gaulois .

## Contexte de la création
Henri Salvador et Boris Vian avaient coutume d'écrire des chansons ensemble, de façon rapide, Henri Salvador improvisant au piano, et Boris Vian rédigeant les textes. La chanson naît un jour de 1958, alors que Henri Salvador raconte que, enfant, un de ses professeurs aux Antilles lui parlait de « nos ancêtres les Gaulois », ce qu'il trouve drôle. À partir de ce souvenir, la chanson est écrite en une demi-heure. Elle comporte une exclamation appelée à une grande célébrité : « Faut rigoler, avant que le ciel nous tombe sur la tête ! ».

## Anecdote
C'est en écoutant Faut rigoler que les artistes Goscinny et Uderzo, inspirés par ses couplets, ont créé les célèbres Astérix et Obélix.

## Titres
| No | Titre                | Auteur                                      | Durée |
| -- | -------------------- | ------------------------------------------- | ----- |
| 1. | Faut rigoler         | Boris Vian, Henri Salvador                  |       |
| 2. | L'amour est là       | Maurice Pon, Henri Salvador                 |       |
| 3. | Dracula cha cha cha  | Fernand Bonifay, Bruno Brighetti, M.Brunino |       |
| 4. | Contufon et Foncoutu | Bernard Michel, Henri Salvador              |       |